# Gujanatti, Gokak
Gujanatti là một làng thuộc tehsil Gokak, huyện Belgaum, bang Karnataka, Ấn Độ.